# Nikola Antić (football)
Nikola Antić est un footballeur serbe né le 4 janvier 1994 à Belgrade. Il évolue au poste d'arrière gauche au FK Ordabasy Chimkent.

## Palmarès
Serbie
- Vainqueur du championnat d'Europe des moins de 19 ans 2013 avec l'équipe des moins de 19 ans.

 Chakhtior Salihorsk
- Champion de Biélorussie en 2020 et 2021.
- Vainqueur de la Coupe de Biélorussie en 2019.
- Vainqueur de la Supercoupe de Biélorussie en 2021.